# Frank Butler (Musiker)
Frank Butler   (* 18. Februar 1928 in Kansas City, Missouri; † 24. Juli 1984 in Ventura, Kalifornien) war ein amerikanischer Jazz-Schlagzeuger des Modern Jazz. 
Frank Butler lernte in Omaha Schlagzeug, um dann in den Shows der Truppenbetreuung und in den Jazzbands von Kansas City zu spielen. Er war dann bei Dave Brubeck (1950), Edgar Hayes (1951–1953) Elmo Hope, Duke Ellington (1954), Pérez Prado und Curtis Counce (1956) beschäftigt. Seitdem war Frank Butler hauptsächlich freiberuflich zunächst in Kalifornien tätig und arbeitete auch für das Fernsehen. Im Lauf seiner Karriere nahm Butler Platten unter anderem mit John Coltrane, Sonny Criss, Miles Davis, Kenny Drew, Red Garland, Helen Humes, Harold Land, Phineas Newborn, Sam Noto, Art Pepper und Ben Webster auf.
Nach einer längeren Pause, die Butler zur Heilung seiner Drogensucht nutzte, erschienen Ende der 1970er Jahre seine beiden einzigen Schallplatten unter eigenem Namen bei Xanadu Records. 

## Diskographische Hinweise
- Elmo Hope: Trio And Quintet, 1953–57 (Blue Note Records, 1957)
- Curtis Counce: Counceltation (1957) (wiederveröffentlicht als You Get More Bounce with Curtis Counce (OJC, 1991)), Sonority (1958), Carl’s Blues (1960);  alle bei Contemporary Records erschienen
- Sonny Criss: Memorial Album (Xanadu Records, 1965)
- Art Pepper: ...the way it was!, 1956–60 (Contemporary Records, 1972)
- Harold Land: Harold in the Land of Jazz (1958), The Fox (1959); beide bei Contemporary Records erschienen
- Helen Humes: Swingin’ With Helen (Contemporary Records, 1961)
- Hampton Hawes: For Real! (Contemporary, 1961)
- Miles Davis: Seven Steps to Heaven (Columbia Records, 1963)
- Phineas Newborn: The Newborn Touch (Contemporary Records, 1964)
- John Coltrane: Kulu Se Mama (1965), The Major Work of John Coltrane 1965 (1992); beide erschienen bei Impulse! Records